# Список высших учебных заведений Молдовы
Список высших учебных заведений Молдовы III и IV уровней аккредитации по состоянию на 1 сентября 2019 года.

## Кишинев
- Молдавский государственный университет
- Государственный педагогический университет имени Иона Крянгэ
- Технический университет Молдовы
- Академия экономического образования Молдовы
- Государственный университет физической культуры и спорта Республики Молдова[рум.]
- Государственный университет медицины и фармации имени Николая Тестемицану
- Государственный аграрный университет Молдовы
- Академия государственного управления при Президенте Республики Молдова[рум.]
- Академия полиции «Штефан чел Маре»[рум.]
- Институт международных отношений Молдовы[рум.]
- Академия музыки, театра и изобразительных искусств
- Военная академия вооружённых сил «Александру чел Бун»[рум.]
- Международный независимый университет Молдовы[рум.]
- Международный институт менеджмента «IMI-NOVA»[рум.]
- Университет «Perspectiva»[рум.]
- Кооперативно-торговый университет Молдовы
- Славянский университет Молдовы[рум.]
- Университет европейских исследований Молдовы[рум.]
- Университет «Высшая антропологическая школа»
- Современная гуманитарная академия
- Университет прикладных наук Молдовы
- Академия транспорта, информатики и коммуникаций

## Бельцы
- Бельцкий государственный университет имени Алеку Руссо
- Днестровский институт экономики и права
- Филиал Балтийского института экологии, политики и права

## Тирасполь
- Приднестровский государственный университет имени Т. Г. Шевченко
- Приднестровский государственный институт искусств
- Военный институт имени Лебедя

## Комрат
- Комратский государственный университет

## Кагул
- Кагульский государственный университет имени Богдана Петричейку Хашдеу

## Тараклия
- Тараклийский государственный университет имени Григория Цамблака